# لرویک
latitudeلرویکlongitudeلرویک
لرویک (به انگلیسی: Lerwick) یک زیستگاه انسانی در اسکاتلند است که در شتلند واقع شده‌است.

## خصوصیات
لرویک ۷٬۵۰۰ نفر جمعیت دارد.

## نگارخانه

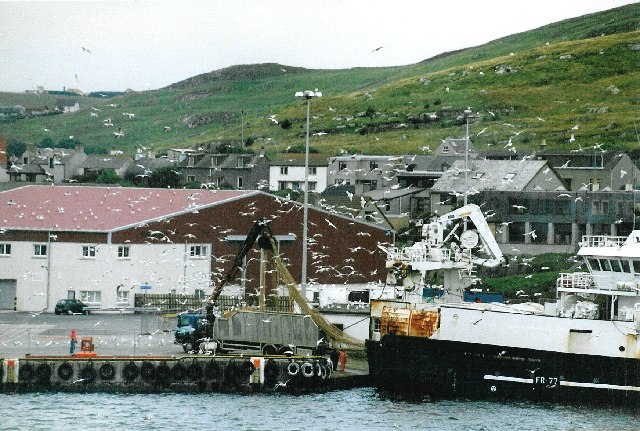
Lerwick Harbour
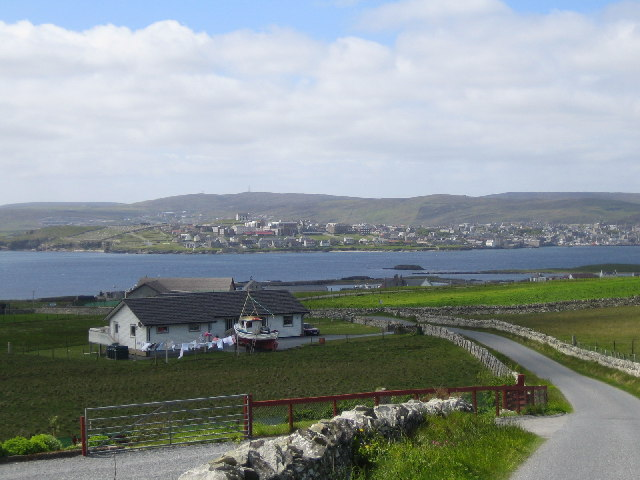
View of Lerwick from Bressay
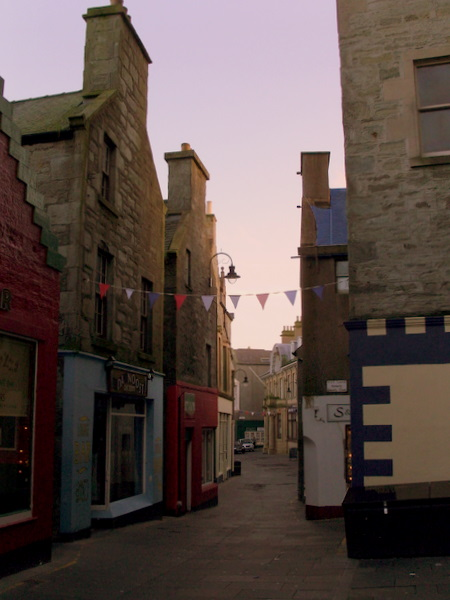
Commercial Street
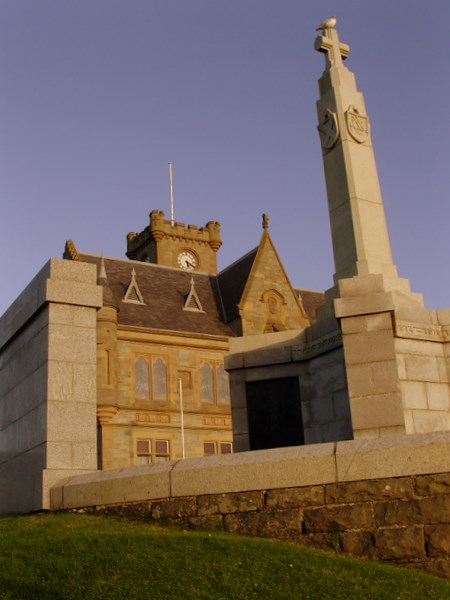
Lerwick Town Hall
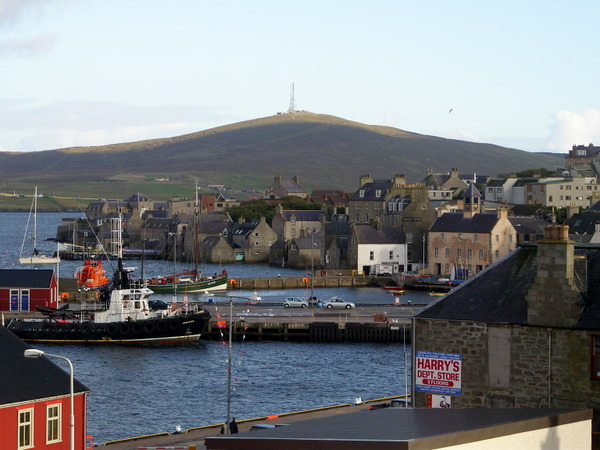
Lerwick from Fort Charlotte